# Pseudochromadora quadripapillata
Pseudochromadora quadripapillata is een rondwormensoort. De wetenschappelijke naam van de soort is voor het eerst geldig gepubliceerd in 1899 door Daday.